# Annibale Padovano
Annibale Padovano (Pàdua, 1527 – Graz, (Àustria), 15 de març de 1575) fou un compositor i organista italià de l'Escola veneciana. Fou un dels primers impulsors de la toccata per a teclat.
El primer registre que se'l menciona data del 30 de novembre de 1552, quan és nomenat primer organista de la basílica de Sant Marc, (1552), amb un salari anual de 40 ducats. Va romandre en el lloc fins 1556. Durant aquella època la basílica emprà a un segon organista, Claudio Merulo, amb el qui interpretaven simultàniament en dos orgues separats dintre de l'espai de la basílica. Aquesta circumstància constitueix una de les claus de la música de l'Escola veneciana, que es caracteritzà per l'ús de cors i instruments separats per produir efectes de contrapunt.
L'any 1566 deixà Venècia per anar a la cort dels Habsburg a Graz, on el 1570 ocupà el càrrec de director musical. Morí allà cinc anys més tard.